# 施泰因巴赫河 (穆拉赫河支流)
49°26′39″N 12°22′36″E / 49.44403°N 12.37660°E

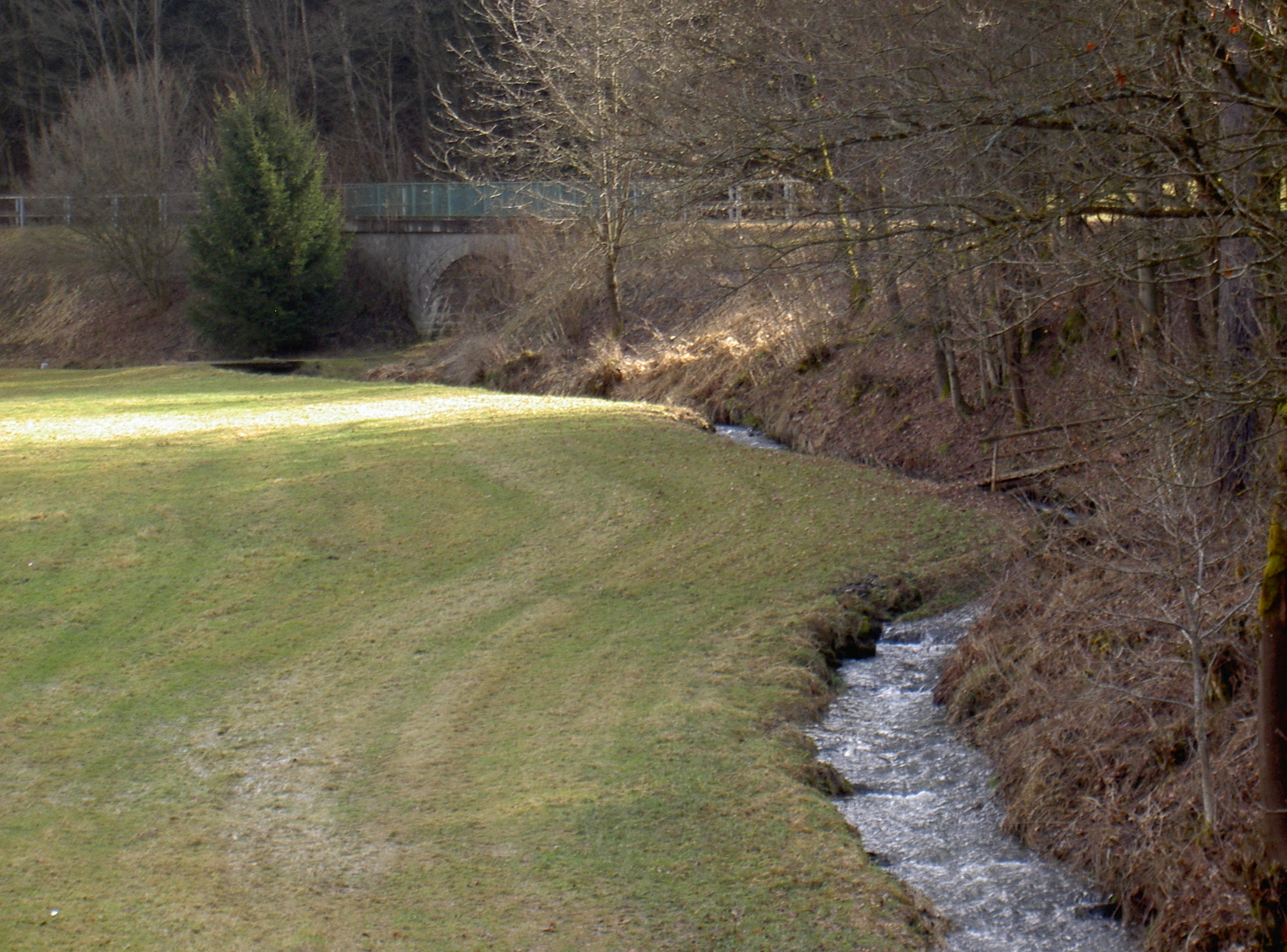

施泰因巴赫河是德國的河流，位於該國東南部，由巴伐利亞負責管轄，屬於穆拉赫河的支流，河道全長7.4公里，流域面積15.7平方公里。